# Stefan Maelck
Stefan Maelck (* 1963 in Wismar) ist ein deutscher Schriftsteller und Publizist.
Er studierte Anglistik und Germanistik in Rostock und besuchte zu Forschungs- und Lehraufenthalten die USA und England.
Nach einem Gastspiel als Lektor im Reclam-Verlag Leipzig ist er seit 1994 freier Publizist und Radiomoderator mit den Schwerpunkten Literatur und Popmusik. 
Stefan Maelck lebt in Halle und arbeitet bereits am nächsten Fall für Hank Meyer. 

## Werke
- Ost Highway. Berlin: Rowohlt Berlin, 2003. ISBN 3-87134-462-1
- Pop essen Mauer auf. Wie der Kommunismus den Pop erfand und sich damit selbst abschaffte. Berlin: Rowohlt Berlin, 2006. ISBN 3-87134-550-4
- Tödliche Zugabe. Hank Meyer ermittelt. Berlin: Rowohlt Berlin, 2007. ISBN 978-3-87134-597-5